# Веригин, Борис Юрьевич
Борис Юрьевич Веригин (род. 15 января 1953, Нижний Тагил, Свердловская область) — советский и российский хоккеист, защитник, мастер спорта СССР. Тренер.

## Биография
Отец был штангистом, мать легкоатлеткой.
Начинал играть в нижнетагильской ДЮСШ «Спутник» (тренер Валентин Александрович Богачёв) с ребятами на два года старше на позиции нападающего. Был замечен тренером юношеской сборной СССР Борисом Майоровым, который помогал тренеру воскресенского «Химика» Николаю Эпштейну. Вскоре Веригин травмировался, и Эпштейн перевёл его в защиту. Провёл за «Химик» 13 сезонов (1972/73 — 1984/85) и при старшем тренере Владимире Васильев был вынужден уйти из команды. Отыграл три сезона в первой лиге за «Кристалл» Электросталь. Некоторое время играл за ветеранскую команду «Звёзды России» и за «Сокол» Луховицы. В 1993 году главный тренер «Химика» Геннадий Сырцов позвал Веригина обратно в команду. Далее выступал за команды «Ижсталь» Ижевск (1996/97), «Кристалл» Электросталь (1996/97), «Кедр» Новоуральск (1997/98), «Сокол» Луховицы (1998/99). Завершил карьеру в 45 лет, играл в ветеранской команде «Русское Золото».
Серебряный призёр чемпионата Европы среди юниоров 1972 года.
Окончил коломенский педагогический институт. До 27 лет работал учителем физкультуры в сельской школе.
С 2009 года — тренер в школе «Химика».